# 异叶瓦韦
异叶瓦韦（学名：Lepisorus heterolepis）为水龙骨科瓦韦属下的一个种。

## 扩展阅读
- 維基物種上的相關：异叶瓦韦